# Беринца (Марамуреш)
Беринца (рум. Berința) насеље је у Румунији у округу Марамуреш у општини Копалник Манаштур. Oпштина се налази на надморској висини од 242 m.

## Становништво
Према подацима из 2002. године у насељу је живело 746 становника, од којих су сви румунске националности.